# Oncideres colombiana
Oncideres colombiana es una especie de escarabajo longicornio de la subfamilia Lamiinae. Fue descrita científicamente por Dillon & Dillon en 1946.
Se distribuye por Bolivia, Colombia, Panamá y Venezuela. Posee una longitud corporal de 16,5-27 milímetros.